# Hypericaceae
Hypericaceae Juss., 1789 è una famiglia di piante angiosperme dell'ordine Malpighiales.

## Tassonomia
La famiglia comprende i seguenti generi:
- Cratoxylum Blume
- Eliea Cambess.
- Harungana Lam.
- Hypericum Tourn. ex L.
- Psorospermum Spach
- Vismia Vand.